# 1179 Mally
Mally (asteróide 1179) é um asteróide da cintura principal, a 2,1646069 UA. Possui uma excentricidade de 0,1731094 e um período orbital de 1 547 dias (4,24 anos).
Mally tem uma velocidade orbital média de 18,40887546 km/s e uma inclinação de 8,70135º.
Esse asteróide foi descoberto em 19 de Março de 1931 por Max Wolf.